# Viehaus
Viehaus ist eine Ortschaft in der oberösterreichischen Gemeinde Gampern im Bezirk Vöcklabruck.

## Geographie
Das Dorf liegt rund einen Kilometer südwestlich des Gemeinde-Hauptortes, rund vier Kilometer nordwestlich des Ortes Seewalchen sowie rund 3,5 bis vier Kilometer nördlich des Attersees. Viehaus gehört zu den am südlichsten gelegenen Ortschaften in der Gemeinde Gampern und liegt rund 250 Meter nördlich der Gemeindegrenze zur Gemeinde Seewalchen am Attersee. Unmittelbar nordwestlich der Ortschaft liegt die Rotte Stötten. Viehaus liegt auf rund 556 m ü. A. und erstreckt sich knapp 400 Meter in Nord-Süd-Richtung sowie knapp 450 Meter in Ost-West-Richtung. Ein Wohngebäude liegt rund 800 Meter östlich des Ortskerns und ist von der Ortschaft aus nur über einen Feldweg erreichbar. Die Ortschaft liegt in einer hügeligen, offenen, hauptsächlich durch die Landwirtschaft geprägten Landschaft und gehört zur Raumeinheit Vöckla-Ager-Hügelland im Alpenvorland.

### Nachbarortschaften
| Stötten  | Stötten                              | Gampern    |
| Piesdorf | Kompass                              | Siedling   |
|          | Staudach (Gemeinde Seewalchen a. A.) | Genstetten |

## Geschichte
Viehaus wird im Jahr 1371 erstmals als Viechausen (Siedlung, in der Vieh gehalten wird) erwähnt. Im Jahr 1787 wird die Ortschaft als Viehhaus bezeichnet. Im Josephinischen Lagebuch aus dem Jahr 1788 ist ein Stand von zwölf Gebäuden belegt. Im Ort sind Erbfolgen bis ins frühe 18. Jahrhundert nachweisbar. In der Ortschaft kam es mehrfach zu Bränden, 1721 brannte der gesamte Ort nieder, im Jahr 1987 ein gesamter landwirtschaftlicher Betrieb. In den Jahren 1885 und 2000 war die Ortschaft von schweren Hagelunwettern betroffen.

## Wirtschaft
Die Ortschaft wird durch zahlreiche landwirtschaftliche Betriebe geprägt, so bestehen heute fünf landwirtschaftliche Betriebe im Ort.

## Infrastruktur
Viehaus ist mittlerweile über Güterwege vom Gemeindehauptort Gampern, Genstetten und seit den 2000er-Jahren auch von der Nachbarortschaft Piesdorf aus erreichbar. Durch die Ortschaft führen mehrere Erholungswander- und Radwege.